# Orto botanico di Merano
L'Orto botanico di Merano (conosciuto anche come I giardini di Castel Trauttmansdorff) sorge al margine orientale di Merano, città termale dell'Alto Adige. Il parco botanico si estende su una superficie di circa dodici ettari e deve il suo nome all’emblematico Castel Trauttmansdorff. Il progetto creativo include paesaggi naturali e antropici con piante provenienti da tutto il mondo, rarità botaniche, aree tematiche e scenari paesaggistici sulla vegetazione locale dell’Alto Adige. Contrariamente ai parchi botanici tradizionali, costruiti in prevalenza su superfici piane, i Giardini circondano l’intero castello coprendo un dislivello di quasi 100 metri. Inaugurato nel 2001, il parco botanico ormai pluripremiato registra circa 400.000 visitatori a stagione ed è in vetta alla classifica delle mete turistiche più visitate dell’Alto Adige. Inoltre il castello ospita al suo interno il Touriseum, il Museo Provinciale del Turismo altoatesino.

## Giardini
Grazie a temperature autunnali e invernali particolarmente miti, la città termale di Merano può vantare da oltre 150 anni una ricca tradizione nella coltivazione di piante esotiche. Per questo motivo, piante come la palma, la magnolia e tanti altri alberi e cespugli sempreverdi appartengono ormai a pieno diritto al paesaggio urbano. Inoltre, la posizione in pendenza dei Giardini e la loro forma ad anfiteatro moltiplicano le possibilità di allestimento: l’esempio più significativo sono forse le “Pareti d’Argilla Fiorite”, un pendio un tempo argilloso pressoché verticale e coltivato a piante perenni, la cui ricreazione dopo una frana ha richiesto una laboriosa tecnica di assetto. Per poter presentare sin dall’inizio un giardino botanico in grado di offrire anche i primi visitatori le caratteristiche di un luogo ricreativo, nei Giardini di Castel Trauttmansdorff furono messe a dimora in gran parte piante adulte.
I giardini sono suddivisi in quattro aree tematiche, che racchiudono 80 paesaggi botanici diversi.

### I Boschi del Mondo
Posti sul lato settentrionale del castello, i Boschi del Mondo mostrano soprattutto paesaggi naturali tipici di aree del pianeta con caratteristiche climatiche simili a quelle di Merano. All'interno del parco essi formano piccoli boschi che raggruppano alberi e arbusti originari di una stessa regione: è possibile ammirare un bosco di latifoglie sempreverdi – un cosiddetto bosco di laurifoglie – dell’Asia orientale, boschi decidui di latifoglie dell’America nordorientale, del sud america e della Cina, boschi di conifere con sequoie giganti e sempreverdi dell’America nordoccidentale e esemplari di cipresso calvo della regione del Mississippi. Oltre ai paesaggi naturali, questi Boschi del Mondo includono coltivazioni tipiche come una risaia asiatica e una piantagione di tè, un orto con le piante utili americane, un giardino giapponese e una valle primordiale con “fossili viventi” come le felci erboree, le cycadeceae, ginkgo, metasequoie, ma anche giardini tematici con rododendri, bambú, peonie, ortensie e ciliegi ornamentali.

### I Giardini del Sole
I Giardini del Sole raggruppano paesaggi naturali e antropici del bacino del Mediterraneo. Il versante meridionale ai piedi di Castel Trauttmansdorff ospita lecci e querce da sughero, a rappresentare l’antica vegetazione dell’area mediterranea. Oggi la formazione vegetale di questo paesaggio è costituita principalmente da specie sempreverdi e sclerofille: nella componente arbustiva della macchia mediterranea e della gariga prosperano il corbezzolo, il lentisco, il laurotino, i cisti e varietà nane aromatiche come l’origano, il rosmarino, la salvia e la santoreggia. Tra le tipiche piante utili della regione mediterranea i Giardini ospitano una collezione di agrumi in una limonaia, l’uliveto più settentrionale d’Italia e poi viti, melograni, gelsi, ficus, un cappero, una raccolta di succulente con esemplari di cactus, aloe e agave e una collezione con oltre 150 specie e varietà di salvia.

### I Giardini Acquatici e Terrazzati
I Giardini Acquatici e Terrazzati presentano vari esempi dell’architettura dei giardini europea. Aiuole geometriche, bossi potati a sfera e un labirinto evocano l’atmosfera dei giardini rinascimentali all'italiana. La geometria predomina anche nel Giardino all'inglese con Piante perenni, ma con l’alternarsi delle stagioni arbusti fioriti ed piante perenni attenuano la rigidità delle forme. Sulla terrazza del Giardino dei Sensi, invece, trionfano le piante aromatiche che i visitatori possono toccare e annusare. Ai piedi dei giardini formali si apre un laghetto di ninfee e fiori di loto affiancato sulla sponda opposta da un fitto palmeto. Nei giardini tematici è possibile ammirare anche roseti, passiflore, clematis e peonie erbacee.

### I Paesaggi dell'Alto Adige
Un bosco spontaneo di roverelle copre il pendio di porfido quarzifero e crea un passaggio fluido dal Giardino ai Paesaggi dell’Alto Adige; qui, durante la sua permanenza a Merano, l’Imperatrice Elisabetta d’Austria e Ungheria fece costruire sentieri, la traccia di uno si è conservato fino a oggi ed è nominato all'interno dei Giardini come passeggiata di Sissi. Inoltre in valle si estende il bosco ripariale, testimonianza dell’antica vegetazione della Val d’Adige. Questa parte del giardino botanico ospita, a illustrazione dei tradizionali paesaggi antropici culturali, un frutteto con varietà antiche ormai quasi scomparse, vitigni autoctoni coltivati “a pergola” e un tipico orto di montagna altoatesino con palizzata intrecciata, ricco di verdure, erbe, piccoli frutti e piante ornamentali.

### Attrazioni botaniche
I Giardini di Castel Trauttmansdorff prestano notevole attenzione alla cura e alla conservazione di specie e varietà botaniche antiche e rare.
Alcune delle rarità botaniche presenti nel parco sono:
- La wollemia (Wollemia nobilis): nel 1994 una guardia forestale australiana scoprì questa conifera che si riteneva estinta e il cui patrimonio genetico è rimasto pressoché inalterato per millenni. Dal 2006 è possibile ammirare questo fossile vivente nei Boschi del Mondo.
- L'ulivo di 700 anni: l’ulivo è una delle piante coltivate più longeve al mondo. I Giardini del Sole, ai piedi del castello, ospitano un esemplare di 700 anni, che pesava quasi sei tonnellate e ha diametro del tronco di circa un metro.
- La Versoaln, la vite più grande e quasi certamente più antica al mondo: i Giardini di Castel Trauttmansdorff hanno acquisito nel 2006 il patrocinio di questa vite autoctona di più di 350 anni. Il suo tetto di foglie si estende su una superficie di circa 300 m² ai piedi di Castel Katzenzungen nei pressi di Prissiano/Tesimo.
- Testimonianze della storia antica della viticoltura: la Georgia, considerata la culla della viticoltura mondiale, ha donato all'Alto Adige, la più antica zona di produzione vinicola dell’area germanica, la riproduzione in oro di un vinacciolo di 7000 anni. Nei Giardini è possibile ammirare questa replica e altri vinaccioli di 2400 anni, ritrovati alcuni anni fa nei pressi di Laimburg nella Bassa Atesina.
- La palma da vino cilena: dal 2017 il Laghetto delle Ninfee ospita due esemplari della rara Jubaea chilensis. Questa specie di palma presenta un massiccio tronco grigio che può raggiungere un diametro di 1,8 metri e un'altezza di 25 metri. La palma più grande delle due è alta 8 metri.
- Particolarità botaniche: tra le piante che conferiscono al parco un aspetto sempre diverso a seconda della stagione, nei giardini si coltivano anche il tulipano Trauttmansdorff, una varietà creata appositamente nei Paesi Bassi, la rosa Trauttmansdorff e la fucsia Trauttmansdorff.

## Storia
Il particolare clima di Merano e la varietà microclimatica del territorio rappresentano le condizioni ideali per l’allestimento di un giardino botanico, il cui progetto è stato sostenuto da una visione politica che mirava a promuovere il turismo nella città termale di Merano, offrendo alla gente del posto e agli ospiti un luogo di relax e incontro incastonato fra un’ampia varietà di piante. Dopo l’espropriazione all'epoca del fascismo e la restituzione, nel 1977 la proprietà dell’ex residenza imperiale Trauttmansdorff passò dallo Stato italiano alla Provincia Autonoma di Bolzano-Alto Adige, che affidò la gestione dei beni immobili al Podere provinciale del Centro di Sperimentazione agrario e forestale Laimburg. Risale al 1989 la decisione di incaricare quest’ultimo della costruzione dei giardini; sei anni dopo fu avviata la realizzazione del progetto. Dopo sette anni di allestimento e lavori intensi, a fronte di un investimento di circa 24 milioni di euro, il 16 giugno 2001 vennero inaugurati i Giardini di Castel Trauttmansdorff, il cui progetto si è caratterizzato sin dall'inizio da idee innovative, spirito di squadra, massima consapevolezza della qualità e cura dei dettagli. Già poco dopo l’inaugurazione ufficiale, i proventi degli incassi del giardino botanico di proprietà della Provincia erano in grado di coprire i costi di gestione e una parte dei nuovi investimenti. Uno studio promosso dalla struttura “sull'importanza dei Giardini di Castel Trauttmansdorff per il tempo libero, il turismo e l’economia regionale (1994/95–2011)”, pubblicato nel 2012 da con.os tourismus.consulting gmbh (A), dimostra che il parco genera un fatturato turistico complessivo e diretto di circa 40 milioni di euro e un valore aggiunto per la regione di circa 15 milioni di euro l’anno, creando 285 posti di lavoro, 130 dei quali direttamente a Trauttmansdorff. La struttura, sostenuta dalla forte volontà di creare qualcosa di straordinario e considerata come un’attrazione per il tempo libero, da gestire secondo i principi di un’impresa moderna, in poco tempo è cresciuta fino a diventare un richiamo per i turisti in Alto Adige e un riferimento pluripremiato per altri giardini: dalla loro inaugurazione, i Giardini di Castel Trauttmansdorff hanno accolto oltre sei milioni di visitatori (dato aggiornato a ottobre 2017).

### Progetto
L'idea di costruire un giardino botanico a Merano non era nuova, tuttavia prese forma solo a partire dal 1988 grazie a Manfred Ebner, ingegnere civile appassionato di giardini. L’ideatore e progettista incontrò Luis Durnwalder, agronomo e futuro presidente della Provincia autonoma di Bolzano, che sostenne il progetto con lungimiranza politica e finanziamenti a lungo termine, nonché Klaus Platter che, in veste di direttore amante delle innovazioni e interessato all'aspetto economico, portò all'interno di una struttura pubblica la propria esperienza imprenditoriale e di marketing turistico.

### Amministrazione
I Giardini di Castel Trauttmansdorff sono stati gestiti fino al 31 dicembre 2016 dal Podere provinciale del Centro di Sperimentazione Laimburg, sotto il controllo dell’amministrazione provinciale di Bolzano. Da inizio 2017, in seguito a una riorganizzazione, fanno parte della nuova Agenzia del Demanio Provinciale.

## Sissi - l'imperatrice Elisabetta
Merano e in particolare Castel Trauttmansdorff furono tra le mete preferite dell'Imperatrice Elisabetta d’Austria e Ungheria, che amava molto viaggiare. L'imperatrice, chiamata affettuosamente Sissi, alloggiò al castello durante due soggiorni di cura, nel 1870 e nel 1889. Nello stesso periodo Merano conobbe la sua prima, relativamente grande ondata di turismo invernale, che portò la città a diventare uno dei centri termali più rinomati d’Europa. L’imperatrice Elisabetta fece costruire un sentiero nel bosco spontaneo di roverelle. Con la creazione dei Giardini di Castel Trauttmansdorff, il sentiero venne ripristinato con il nome di Passeggiata di Sissi. Sono molte le tracce che ricordano le visite dell’imperatrice, come alcune delle piante scelte all'epoca per abbellire il sentiero, un busto in bronzo e l'esposizione permanente con pezzi d’esposizioni originali nelle stanze dell’imperatrice all’interno del Touriseum. Il “Sentiero di Sissi”, inoltre, collega i Giardini di Castel Trauttmansdorff al centro di Merano. I giardini sono parte della cosiddetta Strada di Sissi, un percorso culturale europeo che tocca diverse residenze e città di particolare importanza nella vita dell’imperatrice. Il barone von Deuster, che fu proprietario di Castel Trauttmansdorff, fece costruire in onore dell'imperatrice Elisabetta un trono di marmo, collocato ora su una scalinata in marmo sulla terrazza di Sissi di fronte al castello.

## Castel Trauttmansdorff come spazio artistico
Contrariamente ai giardini botanici storici, che si contraddistinguono tra l'altro per gli esemplari di alberi molto vecchi, questi giardini giovani prediligono un approccio differente, che considera il giardino botanico come un luogo di ricreazione e nuove esperienze riconoscendone al contempo la funzione didattica nel trasmettere la conoscenze del mondo vegetale.

### I dieci Padiglioni artistici
- Padiglione 1: Le piante ornamentali da tutto il mondo 
  - L’albero maestro, la vela e il cannocchiale ricordano le spedizioni dei cosiddetti cacciatori di piante che portarono in Europa piante esotiche e sconosciute.
- Padiglione 2: I boschi decidui di latifoglie 
  - Un tetto in lamelle di metallo che danzano al vento ricorda il gioco di luci e ombre dei boschi decidui autunnali.
- Padiglione 3: L’organo dei profumi
  - All’interno di tubi metallici simili alle canne di un organo si celano vari profumi da annusare e indovinare.
- Padiglione 4: Piante delle regioni a clima mediterraneo
  - Un edificio di colore bianco fa capire come l’uomo e le piante sfruttino principi simili per proteggersi delle alte temperature.
- Padiglione 5: Il bosco di roverelle
  - Un reticolo di acciaio da costruzione mantiene allineati e in ordine i tronchi nodosi delle roverelle.
- Padiglione 6: Le succulente
  - Il padiglione di acciaio a forma di Echinocactus grusonii (cuscino della suocera) fa vedere la loro strategia di sopravvivenza.
- Padiglione 7: Le piante acquatiche
  - Gli alberi maestri e le barche ribaltate simboleggiano gli stelvi e le foglie delle piante acquatiche che crescono sui fondali.
- Padiglione 8: Il paesaggio agrario sostituisce il paesaggio naturale
  - Frutteti a spalliera e vigneti a pergola sono segni distintivi del paesaggio agricolo locale e sono contrapposte ad immagini di paesaggi naturali altoatesini.
- Padiglione 9: Le piante a primavera
  - Steli colorati e flessibili, ai quali sono appese delle campane, annunciano l’arrivo della primavera.
- Padiglione 10: Le piante d’autunno
  - Al’interno di una cupola d’acciaio arrugginita, le piccole lastre in plexiglas riflettono i caldi toni autunnali e ricordano un mucchio di foglie.

### Stazioni multisensoriali
Un’altra grande attrattiva dei Giardini di Castel Trauttmansdorff è rappresentata dalle cosiddette Stazioni Multisensoriali, distribuite sull'intero areale del parco.
- La grotta con lo show multimediale
  - Uno spettacolo multimediale della durata di dodici minuti illustra la genesi della vita vegetale sulla Terra.
- La voliera
  - Nel punto più elevato dei Boschi del Mondo e dei Giradini del sole una passerella panoramica in griglia metallica attraversa una voliera di pappagalli.
- La roccia sonora
  - Le aperture coniche scavate in questa pietra porfirica dimostrano che la roccia risponde agli stimoli sonori dopo un intervallo di qualche secondo.
- Il binocolo di Matteo Thun
  - L’architetto Matteo Thun è colui che ha progettato la piattaforma panoramica a forma di binocolo, costruita nel 2005, dalla quale è possibile ammirare gran parte dei Giardini.
- La vetrina sull’Alpenzoo di Innsbruck
  - Grazie alla cooperazione di tipo flora-faunistica con lo Zoo Alpino di Innsbruck, il parco ospita un terrario contenente alcuni esemplari di colubro di Esculapio.
- L’alveare
  - È la riproduzione in grande scala di un’arnia in cui si può entrare e osservare, protetti da pannelli di vetro, le api al lavoro in un vero alveare.
- L’orologio delle libellule
  - Un orologio circolare illustra i periodi di volo di diverse Specie locale di libellula.
- Il ponte delle Avventure
  - Un ponte sospeso attraversa il bosco ripariale spontaneo dell’Alto Adige.
- Il Mosaico Geologico
  - Una carta geografica calpestabile consente di osservare da vicino i diversi tipi di roccia del Tirolo Settentrionale, dell’Alto Adige e del Trentino.
- La fauna dei giardini
  - Un’ulteriore attrattiva, soprattutto per le famiglie con bambini, sono gli animali che popolano i Giardini, come conigli, pecore Zackel, serpenti, anatre cinesi, carpe giapponesi e alpaca. La serra ospita anche rettili e insetti particolari.
- Il Regno Sotterraneo delle Piante
  - Il percorso si snoda per 200 metri lungo il fianco della montagna e conta numerose stazioni multisensoriali che illustrano la vita sotterranea delle piante in modo chiaro e avvincente.
- La Serra
  - La serra ospita piante utili tropicali e un terrario con insetti e rettili di tutto il mondo.
- Il Giardino degli Innamorati
  - Questa parte del parco è stata inaugurata nel 2016. Tre padiglioni circondati da uno specchio d’acqua celebrano sotto forma di un rituale il tema dell’amore.

### Eventi
Grazie alle sue dimensioni e alla varietà dell’offerta, il giardino botanico si presta alla realizzazione di numerosi eventi, dove la botanica viene trasmessa insieme a specialità gastronomico-musicali: oltre alle mostre temporanee, nel corso degli anni sono nati i seguenti cicli di appuntamenti, che registrano una grande affluenza.
- Serata ai Giardini
  - Ogni estate il palcoscenico accanto al Laghetto delle Ninfee diventa lo scenario di uno dei più importante World Music Festival del Nord Italia.
- Trauttmansdorff di Sera
  - Sempre al Laghetto delle Ninfee, da giugno ad agosto, il venerdì sera i Giardini offrono un aperitivo lungo con musica dal vivo e speciali visite guidate serali.
- Colazione da Sissi
  - Nelle domeniche di giugno la Terrazza di Sissi offre la possibilità di gustare una colazione imperiale con un sottofondo di musica classica.
- Visite guidate a tema
  - Esperienza dei Sensi (visita guidata e workshop): nelle varie stazioni le esperte guide del parco sollecitano i cinque sensi in modo intenso e divertente.
  - Frutti affascinanti! Avvincenti passeggiate nel mondo delle piante e dei frutti.
- Eventi speciali
  - Giornata dei Cori: In collaborazione con l’Associazione dei Cori dell’Alto Adige, i cori provenienti dall’intera regione alpina si esibiscono nell’areale del parco.
  - Giornata porte aperte per le persone con disabilità: Per un’intera giornata le persone disabili, munite di valido documento o certificato ufficiale, possono visitare gratuitamente il parco insieme a un accompagnatore.
  - Autunno ai Giardini / Primavera ai Giardini - Una giornata per tutta la famiglia: Una giornata in primavera e una in autunno offrono un ricco programma sul mondo affascinante delle piante ideato appositamente per le famiglie con bambini.
  - Giornata di Sissi: Una figurante in costume d’epoca passeggia per i Giardini nel ruolo di Sissi. Nelle varie stazioni interattive si possono apprendere aneddoti divertenti sui soggiorni dell’imperatrice a Merano e a Castel Trauttmansdorff.

Durante la stagione di apertura, danno lavoro a circa 100 dipendenti (dato aggiornato al 2017).

## Partner, premi e pubblicazioni
I Giardini di Castel Trauttmansdorff collaborano costantemente con la città di Merano, con partner locali nel settore del turismo, del giardinaggio e dell’agricoltura, scambiando costantemente conoscenze ed esperienze con giardini e associazioni d'Italia (Grandi Giardini Italiani) e di tutto il mondo. Nel 2005 sono stati eletti “Parco più bello d’Italia”, ricevendo numerosi premi e menzioni per aver realizzato il perfetto connubio tra natura, cultura e arte, nonché per il loro straordinario spirito innovativo; un anno dopo, nel 2006, hanno ottenuto il riconoscimento di “Giardino d’Europa n° 6”. Il 19 marzo 2013, sono stati votati “Giardino internazionale dell’Anno” all’International Garden Tourism Conference, svoltasi a Toronto, in Canada: devono questa onorificenza all’impegno profuso per fondere abilmente giardinaggio e turismo e averli trasformati in un incentivo economico e un’attrattiva di mercato per la regione.
Nel 2006, in occasione del quinquennale dall'apertura, la direzione del parco ha pubblicato il volume illustrato Trauttmansdorff. Die Gärten – I Giardini – The Gardens, con immagini di Udo Bernhart e testi di Ulrike Dubis. Nel 2008 sono stati dati alle stampe un libretto (“leporello”), nonché una versione compatta del volume illustrato, oltre a un compendio su Trauttmansdorff dal titolo Eine Reise ins Paradies, che riassume la storia, lo sviluppo, l'allestimento e l'offerta della struttura. Nel 2011, in occasione del decennale, è stata pubblicata la guida Il Parco più bello d'Italia Merano / Alto Adige, premiata con il terzo posto nella categoria “Guide di giardini” nel contesto del premio tedesco Deutscher Gartenbuchpreis; cinque anni dopo ne è stata pubblicata un’edizione ampliata. Nel 2012 è il turno dell'opera imponente Die Botanik in Südtirol und angrenzenden Gebieten im 20. Jahrhundert del noto botanico meranese Otto Huber. Nel 2016, per il quindicesimo anniversario, è uscita una pubblicazione completamente rivista su Trauttmansdorff, con una panoramica integrale dell’attrazione attualmente più visitata dell’Alto Adige; l'opera è integrata con un documentario di 30 minuti dal titolo Die Gärten – eine Reise ins Paradies, che offre uno sguardo dietro le quinte, e un filmato web di 20 minuti sui padri fondatori e la nascita dei Giardini.

## Galleria d'immagini

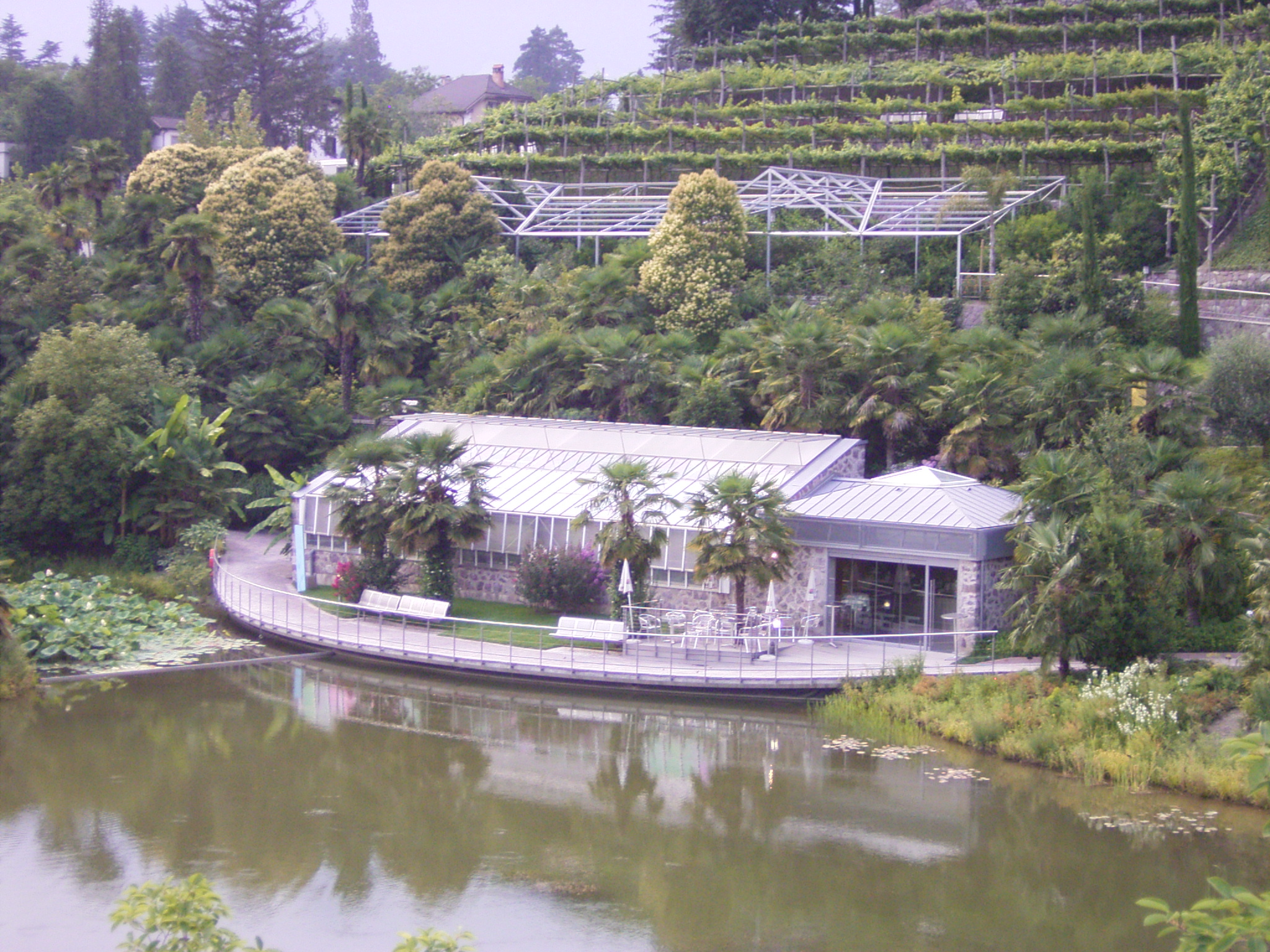
Il padiglione delle orchidee
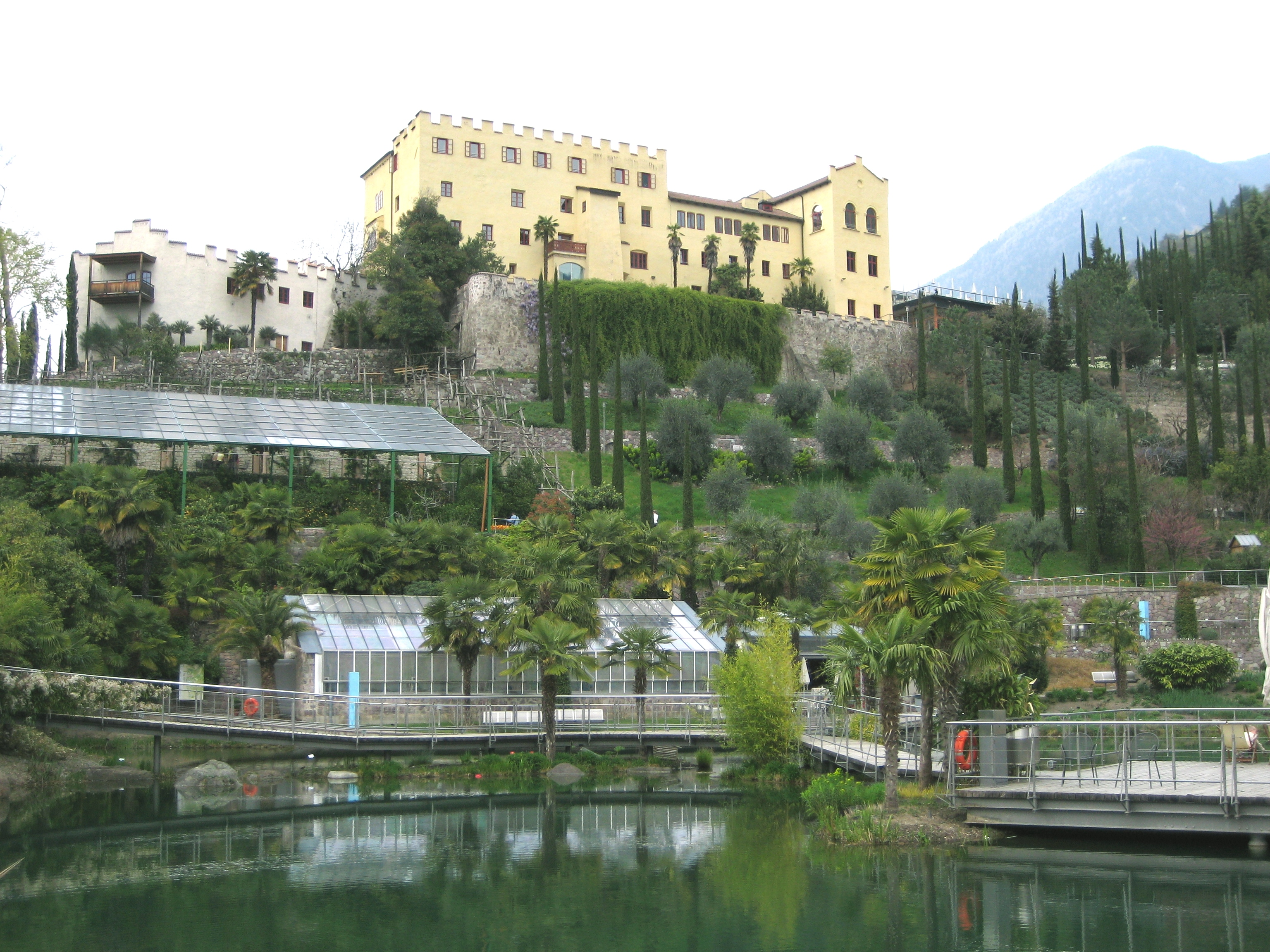
Il castel Trauttmansdorff che domina l'orto botanico
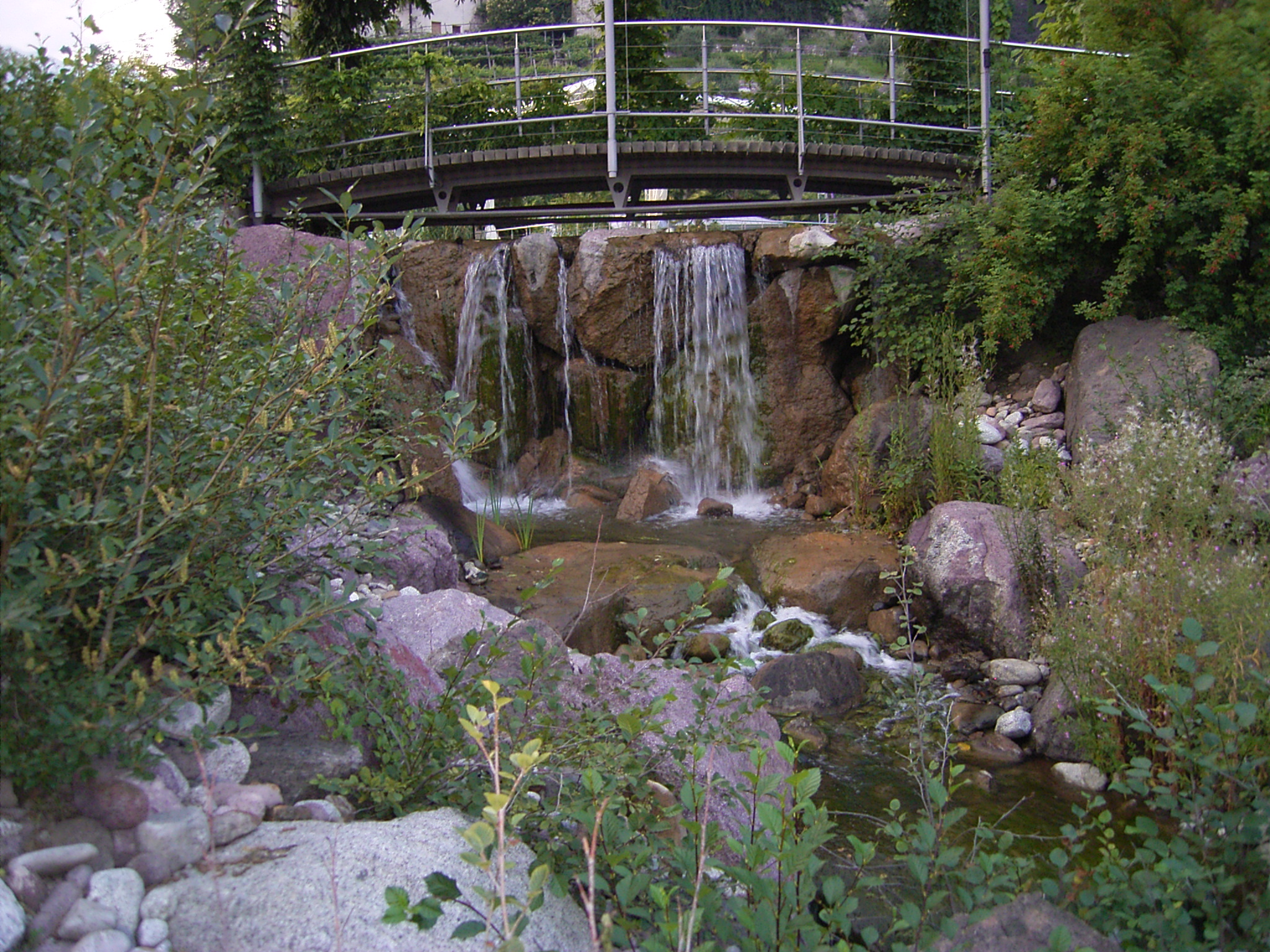
Cascata
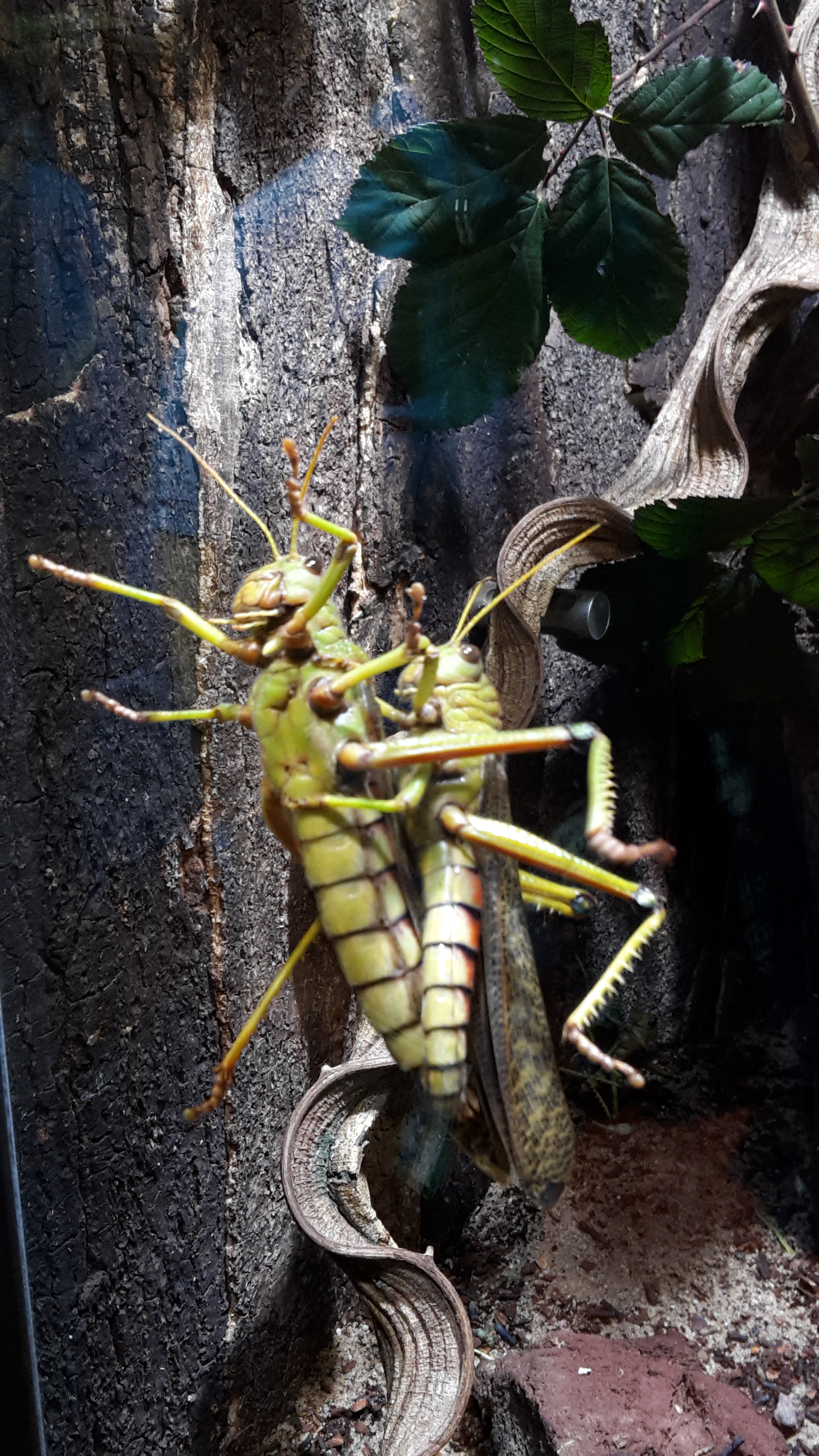
Cavalletto in accoppiamento
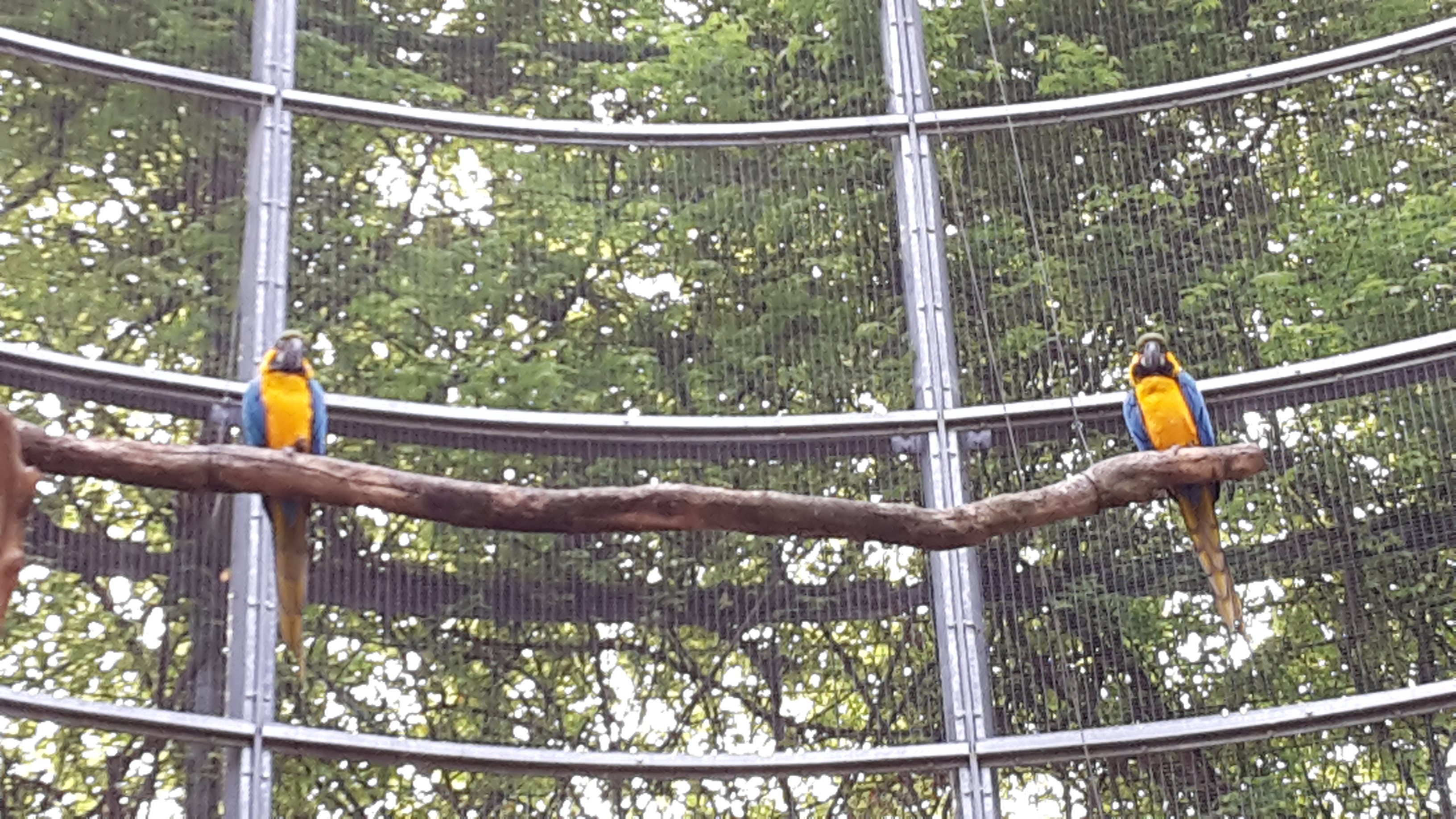
Pappagalli nella voliera